# Mollye Asher
Mollye Asher, nata Mirowitz, (Miami, ...) è una produttrice cinematografica statunitense, vincitrice del Premio Oscar al miglior film per Nomadland.

## Biografia
Nata a Miami, originariamente voleva diventare una cantante. Ha frequentato la New World School of the Arts di Miami, per poi proseguire gli studi alla Tisch School of the Arts dell'Università di New York. Nel 2015 ha prodtto Songs My Brothers Taught Me di Chloé Zhao, regista con la quale tornerà a collaborare con The Rider - Il sogno di un cowboy e Nomadland. Per quest'ultimo film, Asher ha vinto il Premio Oscar al miglior film nel 2021. Dallo stesso anno, è membro dell'Academy of Motion Picture Arts and Sciences.

## Vita privata
Vive a New York con il marito, il regista Ed Barnes.

## Filmografia

### Produttrice

#### Cinema
- Faith, Love + Whiskey, regia di Kristina Nikolova (2012)
- She's Lost Control, regia di Anja Marquardt (2014)
- Fort Tilden, regia di Sarah-Violet Bliss e Charles Rogers (2014)
- Christmas Wedding Baby, regia di Kiara C Jones (2014)
- Songs My Brothers Taught Me, regia di Chloé Zhao (2015)
- The Rider - Il sogno di un cowboy (The Rider), regia di Chloé Zhao (2017)
- La stagione della caccia (Temporada de Caza), regia di Natalia Garagiola (2017)
- The Amaranth, regia di Albert Chi (2018)
- Swallow, regia di Carlo Mirabello-Davis (2019)
- Nomadland, regia di Chloé Zhao (2020)
- Catch the Fair One, regia di Josef Kubota Wladyka (2021)
- Somewhere Quiet, regia di Olivia West Lloyd (2023)
- Bird, regia di Andrea Arnold (2024)
- On Swift Horses, regia di Daniel Minahan (2024)

#### Cortometraggi
- This Is Not My Beautiful Life, regia di Josh Loar (2005)
- 25 Missed Calls, regia di Mollye Asher (2008)
- Angel Jellyfish, regia di Kristina Nikolova (2008)
- Tapeworms, regia di Kristina Nikolova (2009)
- The Ride, regia di Thomas Hyungkyun Kim (2009)
- Klaudia, regia di Josef Kubota Wladyka (2009)
- Her Seat Is Vacant, regia di Bohdana Smyrnova (2011)
- Little Horses, regia di Levi Abrino (2011)
- Little Ones, regia di Marc Parees (2011)
- Bottled, regia di Ed Barnes (2012)
- And Winter Slow, regia di Brian Lannin (2012)
- Saltvannsfrukt, regia di Eirik Forus (2012)
- Across Grace Alley, regia di Ralph Macchio (2013)
- Unsettled Matter, regia di Holly Zausner (2015)
- Blackwell, regia di Ed Barnes (2015)
- Tooth and Nail, regia di Sara Shaw (2017)

### Regista
- 25 Missed Calls - cortometraggio (2008)
- Guatemala - cortometraggio (2008)
- Slim and Lena - cortometraggio (2009)

### Sceneggiatrice
- 25 Missed Calls, regia di Mollye Asher - cortometraggio (2008)
- Guatemala, regia di Mollye Asher - cortometraggio (2008)
- Slim and Lena, regia di Mollye Asher - cortometraggio (2009)

### Montatrice
- 25 Missed Calls, regia di Mollye Asher - cortometraggio (2008)
- Guatemala, regia di Mollye Asher - cortometraggio (2008)
- Slim and Lena, regia di Mollye Asher - cortometraggio (2009)

### Attrice
- This Is Not My Beautiful Life, regia di Josh Loar - cortometraggio (2005)
- And the World Goes Round, regia di Marie-Juliette Steinsvold - cortometraggio (2009)

### Direttrice della fotografia
- Huey, regia di Josef Kubota Wladyka - cortometraggio (2008)

## Riconoscimenti
- Premio Oscar
  - 2021 - Miglior film per Nomadland
- Premio BAFTA
  - 2021 - Miglior film per Nomadland